# Potamothrissa acutirostris
Potamothrissa acutirostris är en fiskart som först beskrevs av Boulenger, 1899.  Potamothrissa acutirostris ingår i släktet Potamothrissa och familjen sillfiskar. IUCN kategoriserar arten globalt som livskraftig. Inga underarter finns listade i Catalogue of Life.